# Enerpoint
Enerpoint è un'azienda specializzata nella vendita, progettazione e installazione di impianti fotovoltaici. In particolare nel 2011, la società Enerpoint è stata la maggiore produttrice di impianti fotovoltaici in Italia, assieme a Enerqos.
Possiede una sede a Nova Milanese ed è presente in Europa in Germania, in Israele a Tel Aviv, in Regno Unito e in Belgio.
Fa parte del gruppo GIFI (Gruppo Imprese Fotovoltaiche Italiane).
Al 2012 ha realizzato attraverso la sua rete di installatori autorizzati circa 22.000 impianti fotovoltaici, per un totale di 310 MW di potenza.
Tra i vari progetti, Enerpoint ha partecipato al Progetto C.A.S.E. a L'Aquila costituito da più impianti fotovoltaici installati sulle 148 abitazioni antisismiche realizzate dopo il terremoto dell'Aquila del 2009, per un totale di 6,1 MWp.

## Storia
L'azienda Enerpoint fu fondata nel febbraio 2001 dall'ingegnere elettrico Paolo Rocco Viscontini.
Nel 2003 Enerpoint diventa distributore nazionale dei moduli fotovoltaici Sharp.
Nel 2006 la sede Enerpoint si sposta da Muggiò a Desio. Nello stesso anno nasce la partnership tra Enerpoint, ProfitLife SpA e PEF SpA, costituendo il cosiddetto "Progetto Arcobaleno", rivolto alla costruzione di impianti fotovoltaici di potenza compresa tra 1 e 200 kWp.
Nel 2007 ottiene le certificazioni ISO 9001 e ISO 14001 e diventa società per azioni.
Nel gennaio 2008 Equiter del Gruppo Intesa Sanpaolo ed Enerpoint creano la joint venture "Enerpoint Energy". All'interno del gruppo Enerpoint nasce l'azienda Agripoint, che si pone l'obiettivo di utilizzare il fotovoltaico per favorire lo sviluppo di terreni destinati all'agricoltura.
Nel 2009 apre in Germania la divisione Enerpoint GmbH.
Nel 2010 la sede Enerpoint si sposta da Desio a Nova Milanese. Nello stesso anno aprono le divisioni Enerpoint Ltd (in Israele), EPC e Grandi Impianti . Enerpoint inizia la collaborazione con Tigo Energy, azienda statunitense inventrice del massimizzatore per impianti fotovoltaici Tigo Energy, una particolare tecnologia che aumenta la produttività dell'impianto dal 4 al 20%, diminuendo i cali di produttività dovuti al fenomeno dell'ombreggiamento.
Secondo una ricerca di A.T. Kearney, durante il 2010 Enerpoint si è posizionata al quarto posto in Italia (dopo Kerself, Solon ed Enel) per quanto riguarda i ricavi ottenuti.
Nel 2011 Enerpoint ha connesso alla rete nazionale 9 grandi impianti fotovoltaici, la cui produzione di energia elettrica ammonta a 17 MW.
Nel 2012 ha annunciato l'apertura di una divisione in Gran Bretagna, Enerpoint LTD., e una in Belgio a Mechelen, Enerpoint BVBA.